# Агами-метелики
Агами-метелики (Leiolepis) — єдиний рід ящірок з підродини Leiolepidinae родини агамових. Має 9 видів.

## Опис
Загальна довжина сягає 25—35 см ці агами відрізняються яскравим і контрастним кольором. Спина, ноги та верхня сторона хвоста забарвлені у сіруваті тони з малюнком, який складається з безлічі темних і світлих плям, які зливаються в поздовжні смуги. Черево червоне, помаранчеве. Голова має злегка буруватий відтінок. Голова і шия у дорослих самців яскраво оранжево-червоні.

## Спосіб життя
Полюбляють сухі місцини, кам'янисті або піщані. Харчуються фруктами, листям рослин, комахами.
Це яйцекладні ящірки. Значна частина з представників цього роду розмножується партеногенетично.

## Розповсюдження
Мешкають у Південно-Східній Азії.

## Види
- Leiolepis belliana
- Leiolepis boehmei
- Leiolepis glaurung
- Leiolepis guentherpetersi
- Leiolepis guttata
- Leiolepis ngovantrii
- Leiolepis peguensis
- Leiolepis reevesii
- Leiolepis triploida